# 伊丽莎白·A·席尔瓦
伊丽莎白·A·席尔瓦是英国-葡萄牙空间规划理论家。她是剑桥大学土地经济系空间规划教授。 席尔瓦是该系历史上第一位晋升为高级讲师（Senior Lecturer）、副教授（Reader）和教授（Professor）的女性学者。

## 职业
席尔瓦于2006年加入剑桥大学，担任大学讲师（助理教授）。 她于 2009 年获得终身教职， 2012年晋升副教授。  2017年，她成为空间规划的副教授和教授，并于2020年10月晋升为正教授。席尔瓦是第一位晋升为土地经济系高级讲师、读者和教授的女性学者。  她是剑桥大学跨学科空间分析实验室（LISA实验室）的主任。 
2022年，席尔瓦被授予英国社会科学院院士。   她还是皇家城市规划研究所(RTPI) 的成员。 
1. 1 2 3 4 5  Silva, Prof E. . www.landecon.cam.ac.uk. 2013-12-02  [2022-12-05]. （原始内容存档于2023-05-13） （英语）.
2. 1 2 3  . www.rtpi.org.uk.   [2022-12-05]. （原始内容存档于2022-12-05） （英语）.
3. ↑  . University of Cambridge. 2021-09-30  [2022-12-05]. （原始内容存档于2023-03-31） （英语）.
4. ↑  Sciences, Academy of Social. . Academy of Social Sciences.   [2022-12-05]. （原始内容存档于2023-05-23） （英国英语）.
5. ↑  . Varsity Online.   [2022-12-05]. （原始内容存档于2022-12-05） （英语）.